# 郭英森
郭英森（1955年—），中国大陆民间科学家、网络红人，曾在抚顺市煤气公司做管道工，因参加天津卫视节目《非你莫属》时遭讥讽的相关视频传播而走红。

## 人生经历
郭英森自称在1994年8月夜间在浑河岸边看到飞碟出现，并于10年间研究飞碟，并曾将自己的理论寄给科研机构和大专院校。于2005年10月8日开始在北京摆擂，但遭到冷遇。
2011年参与天津卫视节目《非你莫属》，在节目中他提出他的所说的新科学理论，但在节目现场遭到主持人张绍刚及方舟子的多次打断以及嘲笑。2016年，由于引力波被直接探测，郭英森在节目中提及引力波，因此相关视频在网络传播以致其走红。